# Danh sách bài thi trong Dancing with the Stars (Hoa Kỳ - mùa 12)
Dưới đây là tổng kết thống kê về bài hát, phong cách, điểm số và kết quả từng đêm thi của mỗi cặp thí sinh trong mùa giải 12 của Dancing with the Stars Hoa Kỳ.
Lưu ý:
Tên người nổi tiếng bao giờ cũng được ghi trước tên bạn nhảy chuyên nghiệp của họ.
Thành phần Ban giám khảo theo thứ tự từ trái qua phải: Carrie Ann Inaba, Len Goodman, Bruno Tonioli
Tổng điểm của tuần 1 và tuần 2 của mỗi cặp thí sinh được cộng lại và ghi ở cột Tổng điểm đêm thi.
     Người chiến thắng cuộc thi (tuần 10).
     Người về nhì cuộc thi (tuần 10).
     Người về ba cuộc thi (tuần 10).
     Bài nhảy này được Ban giám khảo mời trình diễn lại (từ tuần 3 đến 9).
     Trình diễn nhưng không chấm điểm.
Số màu đỏ là điểm thấp nhất của mỗi phần thi.
Số màu xanh là điểm cao nhất của mỗi phần thi.
Số màu đen in đậm được in cho tất cả cặp thí sinh khi điểm của họ bằng nhau trong phần thi.

## Các thí sinh

### Mike Catherwood&Lacey Schwimmer
Điểm trung bình: 15.0
| Tuần | Phong cách                                                        | Âm nhạc                                  | Điểm số              | Điểm số              | Điểm số              | Tổng điểm            | Tổng điểm            | Kết quả               |
| Tuần | Phong cách                                                        | Âm nhạc                                  | Carrie Ann           | Len                  | Bruno                | Phần thi             | Đêm thi              | Kết quả               |
| 1    | Foxtrot                                                           | "Cooler Than Me" — Mike Posner           | 5                    | 4                    | 4                    | 13                   | 30                   | Không loại ai         |
| 2    | Jive                                                              | "The Boys Are Back in Town" — Thin Lizzy | 6                    | 5                    | 6                    | 17                   | 30                   | Bị loại Vị trí thứ 11 |
| 10   | Cha-Cha-Cha (biểu diễn với Oksana, Peta, Nicole, Teddy & Tristan) | "Unbelievable" — EMF                     | "Unbelievable" — EMF | "Unbelievable" — EMF | "Unbelievable" — EMF | "Unbelievable" — EMF | "Unbelievable" — EMF | "Unbelievable" — EMF  |

### Wendy Williams&Tony Dovolani
Điểm trung bình: 15.3
| Tuần | Phong cách                 | Âm nhạc                                    | Điểm số                    | Điểm số                    | Điểm số                    | Tổng điểm                  | Tổng điểm                  | Kết quả                    |
| Tuần | Phong cách                 | Âm nhạc                                    | Carrie Ann                 | Len                        | Bruno                      | Phần thi                   | Đêm thi                    | Kết quả                    |
| 1    | Cha-Cha-Cha                | "I'm Every Woman" — Chaka Khan             | 5                          | 4                          | 5                          | 14                         | 31                         | Không loại ai              |
| 2    | Quickstep                  | "Do Your Thing" — Basement Jaxx            | 6                          | 5                          | 6                          | 17                         | 31                         | An toàn                    |
| 3    | Foxtrot                    | "Last Night a D.J. Saved My Life" — Indeep | 5                          | 5                          | 5                          | 15                         | 15                         | Bị loại Vị trí thứ 10      |
| 10   | Xuất hiện nhưng không nhảy | Xuất hiện nhưng không nhảy                 | Xuất hiện nhưng không nhảy | Xuất hiện nhưng không nhảy | Xuất hiện nhưng không nhảy | Xuất hiện nhưng không nhảy | Xuất hiện nhưng không nhảy | Xuất hiện nhưng không nhảy |

### Sugar Ray Leonard&Anna Trebunskaya
Điểm trung bình: 18.8
| Tuần | Phong cách                                | Âm nhạc                                           | Điểm số                        | Điểm số                        | Điểm số                        | Tổng điểm                      | Tổng điểm                      | Kết quả                        |
| Tuần | Phong cách                                | Âm nhạc                                           | Carrie Ann                     | Len                            | Bruno                          | Phần thi                       | Đêm thi                        | Kết quả                        |
| 1    | Foxtrot                                   | "The Power of Love" — Huey Lewis & the News       | 6                              | 5                              | 6                              | 17                             | 34                             | Không loại ai                  |
| 2    | Jive                                      | "Sweet Soul Music" — Arthur Conley                | 6                              | 5                              | 6                              | 17                             | 34                             | An toàn cuối cùng              |
| 3    | Paso Doble                                | "My Prerogative" — Bobby Brown                    | 7                              | 6                              | 7                              | 20                             | 20                             | An toàn                        |
| 4    | Viennese Waltz                            | "Waltz of the Flowers" — Pyotr Ilyich Tchaikovsky | 7                              | 7                              | 7                              | 21                             | 21                             | Bị loại Vị trí thứ 9           |
| 10   | Paso Doble (biểu diễn với Chris & Cheryl) | "My Prerogative" — Bobby Brown                    | "My Prerogative" — Bobby Brown | "My Prerogative" — Bobby Brown | "My Prerogative" — Bobby Brown | "My Prerogative" — Bobby Brown | "My Prerogative" — Bobby Brown | "My Prerogative" — Bobby Brown |

### Petra Němcová&Dmitry Chaplin
Điểm trung bình: 21.2
| Tuần | Phong cách | Âm nhạc                                  | Điểm số                         | Điểm số                         | Điểm số                         | Tổng điểm                       | Tổng điểm                       | Kết quả                         |
| Tuần | Phong cách | Âm nhạc                                  | Carrie Ann                      | Len                             | Bruno                           | Phần thi                        | Đêm thi                         | Kết quả                         |
| 1    | Foxtrot    | "Don't Know Why" — Norah Jones           | 6                               | 6                               | 6                               | 18                              | 36                              | Không loại ai                   |
| 2    | Jive       | "Crazy Little Thing Called Love" — Queen | 6                               | 6                               | 6                               | 18                              | 36                              | An toàn                         |
| 3    | Waltz      | "You Raise Me Up" — Josh Groban          | 8                               | 9                               | 8                               | 25                              | 25                              | An toàn                         |
| 4    | Paso Doble | "March of the Toreadors" — Georges Bizet | 8                               | 7                               | 8                               | 23                              | 23                              | An toàn                         |
| 5    | Quickstep  | "Viva Las Vegas" — Elvis Presley         | 7                               | 7                               | 8                               | 22                              | 22                              | Bị loại Vị trí thứ 8            |
| 10   | Waltz      | "You Raise Me Up" — Josh Groban          | "You Raise Me Up" — Josh Groban | "You Raise Me Up" — Josh Groban | "You Raise Me Up" — Josh Groban | "You Raise Me Up" — Josh Groban | "You Raise Me Up" — Josh Groban | "You Raise Me Up" — Josh Groban |

### Chris Jericho&Cheryl Burke
Điểm trung bình: 22.3
| Tuần | Phong cách                                  | Âm nhạc                                    | Điểm số    | Điểm số | Điểm số | Tổng điểm | Tổng điểm | Kết quả              |
| Tuần | Phong cách                                  | Âm nhạc                                    | Carrie Ann | Len     | Bruno   | Phần thi  | Đêm thi   | Kết quả              |
| 1    | Cha-Cha-Cha                                 | "Should I Stay or Should I Go" — The Clash | 7          | 6       | 6       | 19        | 42        | Không loại ai        |
| 2    | Quickstep                                   | "I Got Rhythm" — Judy Garland              | 8          | 7       | 8       | 23        | 42        | An toàn              |
| 3    | Rumba                                       | "Let It Be" — The Beatles                  | 7          | 7       | 7       | 21        | 21        | An toàn cuối cùng    |
| 4    | Paso Doble                                  | "I Dovregubbens Hall" — Edvard Grieg       | 8          | 7       | 8       | 23        | 23        | An toàn              |
| 5    | Viennese Waltz                              | "America the Beautiful" — Whitney Houston  | 9          | 8       | 9       | 26        | 26        | An toàn cuối cùng    |
| 6    | Tango                                       | "Don't Stop Believin'" — Journey           | 7          | 8       | 7       | 22        | 22        | Bị loại Vị trí thứ 7 |
| 10   | Paso Doble (biểu diễn với Sugar Ray & Anna) | chưa rõ                                    | chưa rõ    | chưa rõ | chưa rõ | chưa rõ   | chưa rõ   | chưa rõ              |

### Kendra Wilkinson&Louis Van Amstel
Điểm trung bình: 21.4
| Tuần | Phong cách                                               | Âm nhạc                                               | Điểm số                              | Điểm số                              | Điểm số                              | Tổng điểm                            | Tổng điểm                            | Kết quả                              |
| Tuần | Phong cách                                               | Âm nhạc                                               | Carrie Ann                           | Len                                  | Bruno                                | Phần thi                             | Đêm thi                              | Kết quả                              |
| 1    | Cha-Cha-Cha                                              | "When Love Takes Over" — David Guetta & Kelly Rowland | 6                                    | 6                                    | 6                                    | 18                                   | 37                                   | Không loại ai                        |
| 2    | Quickstep                                                | "Gotta Work" — Amerie                                 | 7                                    | 6                                    | 6                                    | 19                                   | 37                                   | An toàn                              |
| 3    | Rumba                                                    | "You and Me" — Musiq Soulchild                        | 8                                    | 7                                    | 8                                    | 23                                   | 23                                   | An toàn                              |
| 4    | Viennese Waltz                                           | "Con te partirò" — Andrea Bocelli                     | 6                                    | 6                                    | 6                                    | 18                                   | 18                                   | An toàn                              |
| 5    | Foxtrot                                                  | "Yankee Doodle Dandy" — James Cagney                  | 8                                    | 7                                    | 7                                    | 22                                   | 22                                   | An toàn                              |
| 6    | Samba                                                    | "Livin' la Vida Loca" — Ricky Martin                  | 8                                    | 8                                    | 9                                    | 25                                   | 25                                   | An toàn                              |
| 7    | Cha-Cha-Cha (theo đội) với Hines & Kym và Kirstie & Maks | "We R Who We R" — Ke$ha                               | 7*/7                                 | 8                                    | 8                                    | 30                                   | 61                                   | Bị loại Vị trí thứ 6                 |
| 7    | Tango                                                    | "Jealousy" — Billy Fury                               | 8*/8                                 | 7                                    | 8                                    | 31                                   | 61                                   | Bị loại Vị trí thứ 6                 |
| 10   | Samba                                                    | "Livin' la Vida Loca" — Ricky Martin                  | "Livin' la Vida Loca" — Ricky Martin | "Livin' la Vida Loca" — Ricky Martin | "Livin' la Vida Loca" — Ricky Martin | "Livin' la Vida Loca" — Ricky Martin | "Livin' la Vida Loca" — Ricky Martin | "Livin' la Vida Loca" — Ricky Martin |

### Romeo&Chelsie Hightower
Điểm trung bình: 23.6
| Tuần | Phong cách                                                  | Âm nhạc                                                           | Điểm số                                  | Điểm số                                  | Điểm số                                  | Tổng điểm                                | Tổng điểm                                | Kết quả                                  |
| Tuần | Phong cách                                                  | Âm nhạc                                                           | Carrie Ann                               | Len                                      | Bruno                                    | Phần thi                                 | Đêm thi                                  | Kết quả                                  |
| 1    | Cha-Cha-Cha                                                 | "Romeo" — Basement Jaxx                                           | 7                                        | 6                                        | 6                                        | 19                                       | 42                                       | Không loại ai                            |
| 2    | Quickstep                                                   | "You're the One That I Want" — John Travolta & Olivia Newton-John | 7                                        | 8                                        | 8                                        | 23                                       | 42                                       | An toàn                                  |
| 3    | Rumba                                                       | "I'll Be There" — The Jackson 5                                   | 7                                        | 6                                        | 7                                        | 20                                       | 20                                       | An toàn                                  |
| 4    | Paso Doble                                                  | "Palladio, First Movement" — Karl Jenkins                         | 7                                        | 8                                        | 8                                        | 23                                       | 23                                       | An toàn                                  |
| 5    | Foxtrot                                                     | "New York, New York" — Frank Sinatra                              | 9                                        | 8                                        | 9                                        | 26                                       | 26                                       | An toàn                                  |
| 6    | Waltz                                                       | "My Heart Will Go On" — Celine Dion                               | 10                                       | 9                                        | 9                                        | 28                                       | 28                                       | An toàn                                  |
| 7    | Cha-Cha-Cha (theo đội) với Chelsea & Mark và Ralph & Karina | "Born This Way" — Lady Gaga                                       | 8*/8                                     | 7                                        | 7                                        | 30                                       | 60                                       | An toàn                                  |
| 7    | Samba                                                       | "Say Hey (I Love You)" — Michael Franti & Spearhead               | 7*8                                      | 7                                        | 8                                        | 30                                       | 60                                       | An toàn                                  |
| 8    | Tango                                                       | "Hold It Against Me" — Britney Spears                             | 9                                        | 9                                        | 9                                        | 27                                       | 52                                       | Bị loại Vị trí thứ 5                     |
| 8    | Salsa                                                       | "Tequila" — Xavier Cugat                                          | 8                                        | 9                                        | 8                                        | 25                                       | 52                                       | Bị loại Vị trí thứ 5                     |
| 10   | Waltz                                                       | "Greatest Love of All" — Whitney Houston                          | "Greatest Love of All" — Whitney Houston | "Greatest Love of All" — Whitney Houston | "Greatest Love of All" — Whitney Houston | "Greatest Love of All" — Whitney Houston | "Greatest Love of All" — Whitney Houston | "Greatest Love of All" — Whitney Houston |

### Ralph Macchio&Karina Smirnoff
Điểm trung bình: 23.3
| Tuần | Phong cách                                                   | Âm nhạc                                                          | Điểm số                              | Điểm số                              | Điểm số                              | Tổng điểm                            | Tổng điểm                            | Kết quả                              |
| Tuần | Phong cách                                                   | Âm nhạc                                                          | Carrie Ann                           | Len                                  | Bruno                                | Phần thi                             | Đêm thi                              | Kết quả                              |
| 1    | Foxtrot                                                      | "Ain't That a Kick in the Head?" — Dean Martin                   | 8                                    | 8                                    | 8                                    | 24                                   | 45                                   | Không loại ai                        |
| 2    | Jive                                                         | "Nobody But Me" — The Human Beinz                                | 7                                    | 7                                    | 7                                    | 21                                   | 45                                   | An toàn                              |
| 3    | Rumba                                                        | "Stay Gold — Stevie Wonder                                       | 7                                    | 7                                    | 7                                    | 21                                   | 21                                   | An toàn                              |
| 4    | Waltz                                                        | "Romeo and Juliet" — Nino Rota                                   | 8                                    | 8                                    | 9                                    | 25                                   | 25                                   | An toàn                              |
| 5    | Samba                                                        | "Sweet Home Alabama" — Lynyrd Skynyrd                            | 8                                    | 7                                    | 7                                    | 22                                   | 22                                   | An toàn                              |
| 6    | Paso Doble                                                   | "Gonna Make You Sweat (Everybody Dance Now)" — C+C Music Factory | 8                                    | 8                                    | 8                                    | 24                                   | 24                                   | An toàn cuối cùng                    |
| 7    | Cha-Cha-Cha (theo đội) với Chelsea & Mark và Romeo & Chelsie | "Born This Way" — Lady Gaga                                      | 8*/8                                 | 7                                    | 7                                    | 30                                   | 66                                   | An toàn                              |
| 7    | Quickstep                                                    | "Pencil Full Of Lead" — Paolo Nutini                             | 10*/9                                | 8                                    | 9                                    | 36                                   | 66                                   | An toàn                              |
| 8    | Viennese Waltz                                               | "Maybe I, Maybe You" — Scorpions                                 | 8                                    | 8                                    | 9                                    | 25                                   | 46                                   | An toàn cuối cùng                    |
| 8    | Cha-Cha-Cha                                                  | "Stuck in the Middle With You" — Stealers Wheel                  | 7                                    | 7                                    | 7                                    | 21                                   | 46                                   | An toàn cuối cùng                    |
| 9    | Argentine Tango                                              | "Violentango" — Astor Piazzola                                   | 8                                    | 9                                    | 8                                    | 25                                   | 48                                   | Bị loại Vị trí thứ 4                 |
| 9    | Salsa                                                        | "I Know You Want Me (Calle Ocho)" — Pitbull                      | 8                                    | 7                                    | 8                                    | 23                                   | 48                                   | Bị loại Vị trí thứ 4                 |
| 9    | "Nhà vô địch Cha-Cha-Cha" (Vòng loại - đấu với Hines & Kym)  | "Mustang Sally" — Wilson Pickett                                 | Bị loại                              | Bị loại                              | Bị loại                              | 0                                    | 48                                   | Bị loại Vị trí thứ 4                 |
| 10   | Quickstep                                                    | "Pencil Full Of Lead" — Paolo Nutini                             | "Pencil Full Of Lead" — Paolo Nutini | "Pencil Full Of Lead" — Paolo Nutini | "Pencil Full Of Lead" — Paolo Nutini | "Pencil Full Of Lead" — Paolo Nutini | "Pencil Full Of Lead" — Paolo Nutini | "Pencil Full Of Lead" — Paolo Nutini |

### Chelsea Kane&Mark Ballas
Điểm trung bình: 26.1
| Tuần     | Phong cách                                                     | Âm nhạc                                            | Điểm số     | Điểm số     | Điểm số     | Tổng điểm | Tổng điểm | Kết quả           |
| Tuần     | Phong cách                                                     | Âm nhạc                                            | Carrie Ann  | Len         | Bruno       | Phần thi  | Đêm thi   | Kết quả           |
| 1        | Foxtrot                                                        | "King of Anything" — Sara Bareilles                | 7           | 7           | 7           | 21        | 39        | Không loại ai     |
| 2        | Jive                                                           | "I Write Sins Not Tragedies" — Panic at the Disco  | 6           | 5           | 7           | 18        | 39        | An toàn           |
| 3        | Cha-Cha-Cha                                                    | "Chelsea" — The Summer Set                         | 7           | 8           | 8           | 23        | 23        | An toàn           |
| 4        | Viennese Waltz                                                 | "Hedwig's Theme" — John Williams                   | 9           | 8           | 9           | 26        | 26        | An toàn cuối cùng |
| 5        | Samba                                                          | "Party in the U.S.A." — Miley Cyrus                | 9           | 8           | 9           | 26        | 26        | An toàn           |
| 6        | Quickstep                                                      | "Walkin' on Sunshine" — Katrina and the Waves      | 10          | 9           | 9           | 28        | 28        | An toàn           |
| 7        | Cha-Cha-Cha (theo đội) với Ralph & Karina và Romeo & Chelsie   | "Born This Way" — Lady Gaga                        | 8*/8        | 7           | 7           | 30        | 64        | An toàn cuối cùng |
| 7        | Paso Doble                                                     | "Ghosts N' Stuff" — Deadmau5 hợp tác với Rob Swire | 8*/9        | 8           | 9           | 34        | 64        | An toàn cuối cùng |
| 8        | Waltz                                                          | "My Love" — Sia                                    | 10          | 9           | 10          | 29        | 55        | An toàn           |
| 8        | Salsa                                                          | "Get Busy" — Sean Paul                             | 8           | 9           | 9           | 26        | 55        | An toàn           |
| 9        | Argentine Tango                                                | "Assassin's Tango" — John Powell                   | 9           | 9           | 10          | 28        | 73        | An toàn           |
| 9        | Rumba                                                          | "Eyes on Fire" — Blue Foundation                   | 10          | 10          | 10          | 30        | 73        | An toàn           |
| 9        | "Nhà vô địch Cha-Cha-Cha" (Vòng loại - đấu với Kirstie & Maks) | "Makes Me Wonder" — Maroon 5                       | Được chọn   | Được chọn   | Được chọn   | Được chọn | 73        | An toàn           |
| 9        | "Nhà vô địch Cha-Cha-Cha" (Chung cuộc - đấu với Hines & Kym)   | "Just Dance" — Lady Gaga hợp tác với Colby O'Donis | Chiến thắng | Chiến thắng | Chiến thắng | 15        | 73        | An toàn           |
| 10 Đêm 1 | Samba                                                          | "Hip Hip Chin Chin" — Club Des Belugas             | 10          | 9           | 10          | 29        | 89        | Về ba             |
| 10 Đêm 1 | Freestyle                                                      | "Latinos" — Proyecto Uno                           | 10          | 10          | 10          | 30        | 89        | Về ba             |
| 10 Đêm 2 | Viennese Waltz                                                 | "Hedwig's Theme" — John Williams                   | 10          | 10          | 10          | 30        | 89        | Về ba             |

### Kirstie Alley&Maksim Chmerkovskiy
Điểm trung bình: 24.7
| Tuần     | Phong cách                                                     | Âm nhạc                                         | Điểm số    | Điểm số | Điểm số | Tổng điểm | Tổng điểm | Kết quả           |
| Tuần     | Phong cách                                                     | Âm nhạc                                         | Carrie Ann | Len     | Bruno   | Phần thi  | Đêm thi   | Kết quả           |
| 1        | Cha-Cha-Cha                                                    | "Forget You" — Cee Lo Green                     | 8          | 7       | 8       | 23        | 43        | Không loại ai     |
| 2        | Quickstep                                                      | "Black Horse and the Cherry Tree" — KT Tunstall | 7          | 6       | 7       | 20        | 43        | An toàn           |
| 3        | Rumba                                                          | "Over the Rainbow" — Israel Kamakawiwo'ole      | 7          | 7       | 7       | 21        | 21        | An toàn           |
| 4        | Waltz                                                          | "The Flower Duet" — Léo Delibes                 | 7          | 7       | 8       | 22        | 22        | An toàn           |
| 5        | Foxtrot                                                        | "American Woman" — The Guess Who                | 8          | 7       | 8       | 23        | 23        | An toàn           |
| 6        | Samba                                                          | "...Baby One More Time" — Britney Spears        | 8          | 9       | 9       | 26        | 26        | An toàn           |
| 7        | Cha-Cha-Cha (theo đội) với Hines & Kym và Kendra & Louis       | "We R Who We R" — Ke$ha                         | 7*/7       | 8       | 8       | 30        | 60        | An toàn           |
| 7        | Jive                                                           | "La Bamba" — Ritchie Valens                     | 9*/7       | 6       | 8       | 30        | 60        | An toàn           |
| 8        | Argentine Tango                                                | "Cite Tango" — Ástor Piazzolla                  | 9          | 9       | 10      | 28        | 43        | An toàn           |
| 8        | Salsa                                                          | "Cobrastyle" — Teddybears hợp tác với Mad Cobra | 8          | 9       | 8       | 25        | 43        | An toàn           |
| 9        | Viennese Waltz                                                 | "One and Only" — Adele                          | 9          | 9       | 9       | 27        | 54        | An toàn cuối cùng |
| 9        | Paso Doble                                                     | "White Room" — Cream                            | 9          | 9       | 9       | 27        | 54        | An toàn cuối cùng |
| 9        | "Nhà vô địch Cha-Cha-Cha" (Vòng loại - đấu với Chelsea & Mark) | "Walkin' On The Sun" — Smash Mouth              | Bị loại    | Bị loại | Bị loại | Bị loại   | 54        | An toàn cuối cùng |
| 10 Đêm 1 | Samba                                                          | "Magalenha" — Sérgio Mendes                     | 9          | 9       | 9       | 27        | 84        | Về nhì            |
| 10 Đêm 1 | Freestyle                                                      | "Perfect" — Pink                                | 9          | 9       | 9       | 27        | 84        | Về nhì            |
| 10 Đêm 2 | Cha-Cha-Cha                                                    | "Forget You" — Cee Lo Green                     | 10         | 10      | 10      | 30        | 84        | Về nhì            |

### Hines Ward&Kym Johnson
Điểm trung bình: 26.7
| Tuần     | Phong cách                                                      | Âm nhạc                                                | Điểm số    | Điểm số   | Điểm số   | Tổng điểm | Tổng điểm | Kết quả       |
| Tuần     | Phong cách                                                      | Âm nhạc                                                | Carrie Ann | Len       | Bruno     | Phần thi  | Đêm thi   | Kết quả       |
| 1        | Cha-Cha-Cha                                                     | "Club Can't Handle Me" — Flo Rida & David Guetta       | 7          | 7         | 7         | 21        | 44        | Không loại ai |
| 2        | Quickstep                                                       | "Part-Time Lover" — Stevie Wonder                      | 8          | 7         | 8         | 23        | 44        | An toàn       |
| 3        | Samba                                                           | "Fantasy" — Earth, Wind & Fire                         | 9          | 8         | 8         | 25        | 25        | An toàn       |
| 4        | Paso Doble                                                      | "Explosive / Adagio for Strings" — Bond                | 9          | 8         | 8         | 25        | 25        | An toàn       |
| 5        | Rumba                                                           | "God Bless The USA" — Lee Greenwood                    | 9          | 9         | 9         | 27        | 27        | An toàn       |
| 6        | Viennese Waltz                                                  | "End of the Road" — Boyz II Men                        | 9          | 9         | 9         | 27        | 27        | An toàn       |
| 7        | Cha-Cha-Cha (theo đội) với Kirstie & Maks và Kendra & Louis     | "We R Who We R" — Ke$ha                                | 7*/7       | 8         | 8         | 30        | 66        | An toàn       |
| 7        | Tango                                                           | "Tango Misterioso" — Pedro Gomez                       | 9*/9       | 8         | 10        | 36        | 66        | An toàn       |
| 8        | Foxtrot                                                         | "This Will Be" — Natalie Cole                          | 9          | 9         | 10        | 28        | 54        | An toàn       |
| 8        | Jive                                                            | "Chantilly Lace" — Jerry Lee Lewis                     | 9          | 9         | 8         | 26        | 54        | An toàn       |
| 9        | Argentine Tango                                                 | "Perhaps, Perhaps, Perhaps" — Doris Day                | 10         | 10        | 10        | 30        | 60        | An toàn       |
| 9        | Salsa                                                           | "Hello" — The Cat Empire                               | 10         | 10        | 10        | 30        | 60        | An toàn       |
| 9        | "Nhà vô địch Cha-Cha-Cha" (Vòng loại - đấu với Ralph & Karina)  | "Boogie Shoes" — KC and the Sunshine Band              | Được chọn  | Được chọn | Được chọn | Được chọn | 60        | An toàn       |
| 9        | "Nhà vô địch Cha-Cha-Cha" (Chung cuộc - đấu với Chelsea & Mark) | "Just Dance" — Lady Gaga hợp tác với Colby O'Donis     | Bị loại    | Bị loại   | Bị loại   | 0         | 60        | An toàn       |
| 10 Đêm 1 | Quickstep                                                       | "Puttin' On The Ritz" — Irving Berlin                  | 10         | 9         | 10        | 29        | 89        | Chiến thắng   |
| 10 Đêm 1 | Freestyle                                                       | "Dancing Machine" và "I Want You Back" — The Jackson 5 | 10         | 10        | 10        | 30        | 89        | Chiến thắng   |
| 10 Đêm 2 | Samba                                                           | "Fantasy" — Earth, Wind & Fire                         | 10         | 10        | 10        | 30        | 89        | Chiến thắng   |

- ^*  Tuần này có thêm sự xuất hiện của một giám khảo khách mời là Donnie Burns nên số điểm cao nhất mà mỗi cặp đôi có thể nhận được ở mỗi phần thi là 40. Đây là số điểm của ông dành cho bài nhảy này.